# RS-514
Pour les articles homonymes, voir Route 514.
La RS-514 est une route locale localisée dans le Nord-Ouest de l'État du Rio Grande do Sul.
Elle débute sur le territoire de Palmeira das Missões à l'embranchement avec la BR-158, dessert Condor et Ajuricaba, et s'achève dans le district de Chorão, à Ijuí, à la jonction avec la RS-155. Elle est asphaltée sur 17 km entre Ajuricaba et la RS-155.
Elle est longue de 83 km.